# 西武グループ

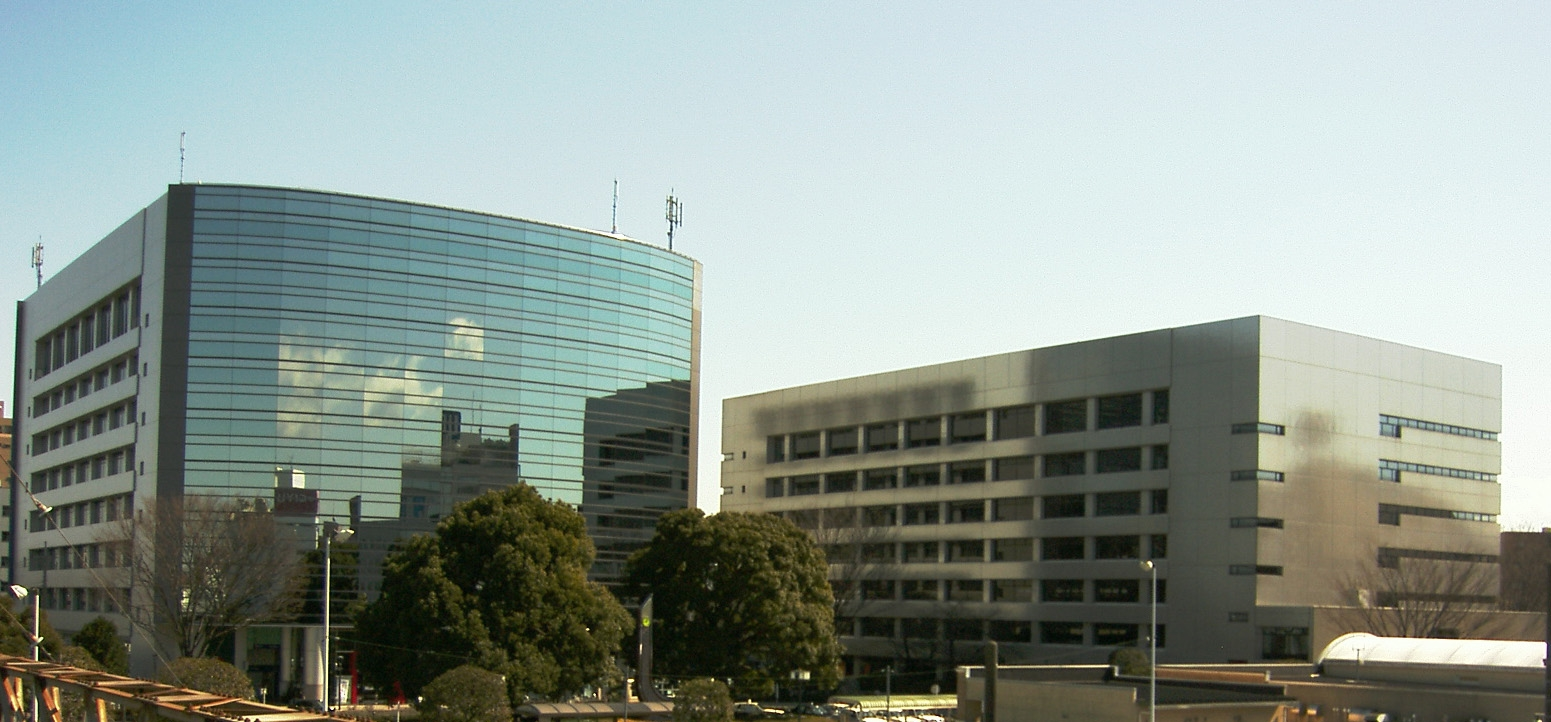
左側・グループ企業の本社が多数入居している西武第2ビル。
右側・西武鉄道本社ビル（所沢市・くすのき台）。

西武グループ（せいぶグループ、英: Seibu Group）は、西武ホールディングスを持株会社とし、西武不動産、西武・プリンスホテルズワールドワイドおよび西武鉄道を中心とする企業グループ。コーポレート・スローガンは「でかける人を、ほほえむ人へ。」。

## 概要
西武鉄道を中心とした企業グループ（西武企業グループ）を前身とする。堤康次郎が創業した箱根や軽井沢の開発を行う不動産会社の箱根土地（後のコクド）を源流とする。康次郎の死後は「兄弟会」を設置してグループの秩序の維持を行ったが、1971年（昭和46年）の康次郎の七回忌を機に、国土計画（後のコクド）・西武鉄道の社長を継いでいた三男・堤義明による以上各社を核とした西武鉄道グループと、西武百貨店など流通部門を任されていた西武鉄道取締役（1986年〈昭和61年〉退任）の次男・堤清二による、同社を核とした西武流通グループ（後のセゾングループ）に二分され、義明と清二の間で両グループの「相互不干渉」の確約が交わされた。このため、他の東京地下鉄（東京メトロ）以外の大手私鉄が百貨店やスーパーマーケットなどの流通業をグループ会社に持っているのに対し、西武グループは主だった流通業を持たない鉄道グループとなっている。
その一方で、西武鉄道沿線の西友店舗の一部を西武鉄道からの賃貸で出店し、セゾングループの西友・西武百貨店・パルコを西武鉄道沿線や西武グループが開発する土地に出店させ、西武百貨店が1979年（昭和54年）に西武鉄道グループ傘下となったプロ野球・西武ライオンズのユニフォームスポンサーとなり、ライオンズの優勝セールを西武流通グループ→セゾングループ各店で行うなど、協力すべき点では両グループが協力するという関係だった。2022年（令和4年）時点でも、そごう・西武の基幹店である西武池袋本店の敷地の6割は西武ホールディングスからの賃貸である。
上場会社の西武鉄道株式を、非上場で堤家が支配するコクドが所有することで義明の意向によるグループ経営が可能だった。このトップダウン経営により事業を拡大、プリンスホテル（ホテル事業）やゴルフ場、スキー場を次々と立ち上げ、ホテル・レジャー事業で業界首位となったことにより、バブル期に義明は世界長者番付で一位となったこともあった。また、中村長芳からプロ野球球団を買収し、前述のとおり「西武ライオンズ」を設立、球団自体もパシフィック・リーグ優勝5連覇、日本一3連覇などリーグ優勝計16回、日本一計10回に輝くなど黄金時代を築き上げた。だが、2004年（平成16年）にコクドと西武鉄道を巡る株主偽装事件が明るみに出て義明は失脚した。そのため、同族経営（=ファミリー企業）から脱却をはかるためみずほ銀行の後藤高志を中心としてグループの再編が行われ、西武鉄道グループは「西武グループ」の名称に変更して、西武ホールディングスを純粋持株会社とした企業グループとして再出発した。西武ホールディングスの初代社長は、西武グループを再編した後藤である。
「西武グループ」の呼称は鉄道・流通両グループ形成前のグループの名称、またはその後の西武鉄道グループとセゾングループの両グループの総称としても使われることもある。分裂後も時折同一のグループとして混同されたこともある。セゾングループは、2000年（平成12年）の西洋環境開発の破綻を機に事実上解体されており、義明が失脚し西武ホールディングスが発足した後は、「西武ホールディングスを中心としたグループ」の意味で使われることが多い。
西武ホールディングスの本社は2017年（平成29年）当時 所沢駅前にあった。登記上の本店は東京都豊島区南池袋1丁目16番15号（旧西武鉄道本社ビルの所在地）となっており、この地においては2011年（平成23年）9月まで光通信本社がメインテナントで「光センタービル」の名称であったが、同社は同年10月に移転し、建物も老朽化が目立っていた。2012年（平成24年）7月、同ビルを高層建築物のオフィスビルへ建て替える計画が発表された。池袋旧本社ビルの敷地に加え、西武池袋線の線路上空や線路西側の所有地を活用、新たなランドマークとなるダイヤゲート池袋を建設。2019年（平成31年）4月に開業、西武ホールディングスの本社機能は同ビルに移転した。一方、西武鉄道はこれまで通り所沢市のままで、移転はしていない。

## 主要グループ企業
西武グループは、西武ホールディングス傘下の中核事業会社である西武不動産、西武・プリンスホテルズワールドワイド、西武鉄道とその子会社と孫会社を含め81社より構成されている。西武鉄道系は、地方鉄道の近江鉄道・伊豆箱根鉄道およびその子会社を除き、原則的に企業名の先頭に「西武」が付く。鉄道系以外では、例外は武蔵野地所、横浜アリーナである。
| 事業名称                         | 設立   | 業態 |
| -------------------------------- | ------ | --- |
| 西武不動産                       | 1956年 | 不動産の保有・経営・開発等 2006年2月にプリンスホテルを存続会社としてコクドを吸収合併。持株会社として西武ホールディングスを新設し、関連会社管理機能を同社へ承継させて同社の完全子会社となる。 2022年4月付でホテル・レジャー事業を株式会社西武・プリンスホテルズワールドワイドに承継し、株式会社プリンスホテルから株式会社西武リアルティソリューションズに商号変更。 2025年4月付で株式会社西武不動産に商号変更。 |
| 西武不動産プロパティマネジメント | 2024年 | 不動産の運営・管理・売買・仲介業務等 |
| 西武不動産投資顧問               | 2024年 | 投資助言・代理業、宅地建物取引業およびこれらに付帯する業務 |
| 西武不動産ビルマネジメント       | 1983年 | 建物及び建物内外の保守、管理、清掃業務、総合警備保障業務等 2025年4月付で株式会社西武SCCATから商号変更。 |

| 事業名称                             | 設立                     | 業態 |
| ------------------------------------ | ------------------------ | --- |
| 西武・プリンスホテルズワールドワイド | 2021年                   | 西武グループのホテル・リゾート事業の運営・統括会社 2021年12月に株式会社西武・プリンスホテルズワールドワイドを設立。 2022年4月付けで株式会社プリンスホテル(現在の西武不動産)からホテル・レジャー事業を承継する。 |
| 川奈ホテル（子会社）                 | 2002年（新旧分離による） | 「川奈ホテル」の経営 |
| 広島プリンスホテル（子会社）         |                          | 「グランドプリンスホテル広島」の経営 |
| 横浜八景島（子会社）                 | 1990年                   | 「横浜・八景島シーパラダイス」・「西武園ゆうえんち」など水族館・遊園地の運営、および2施設の管理業務請負。 |
| 男鹿水族館（第三セクター）           | 2003年                   | 秋田県立男鹿水族館の運営 |

| 事業名称                      | 設立                      | 業態 |
| ----------------------------- | ------------------------- | --- |
| 西武鉄道                      | 1912年                    | 鉄道事業者 |
| 近江鉄道                      | 1896年                    | 鉄道事業者 |
| 近江観光                      |                           | ザ・プリンス 京都宝ヶ池・びわ湖大津プリンスホテルの運営、旅行業の経営 近江鉄道子会社（西武鉄道は間接所有） |
| 伊豆箱根鉄道                  | 1916年                    | 鉄道事業者 |
| 伊豆箱根バス                  | 1989年                    | バス事業会社。伊豆箱根鉄道子会社 （西武鉄道は間接所有） |
| 伊豆箱根交通                  | 1974年                    | タクシー事業会社。伊豆箱根鉄道子会社。1932年に駿豆鉄道(伊豆箱根鉄道前身)が営業開始し、1969年に伊豆箱根ハイヤーとして独立。1974年に伊豆箱根交通と改称。2021年に系列の伊豆箱根タクシーと合併。 |
| 西武バス                      | 1932年                    | バス事業会社 |
| 西武造園                      | 1951年                    | 造園・緑化の企画・設計、施工、維持管理 |
| 西武トラベル                  | 1970年                    | 旅行業。西武鉄道の直営旅行会社であった「西武観光」（2011年11月事業廃止）とは別。 |
| 西武ハイヤー                  | 1967年                    | タクシー・ハイヤー事業会社 |
| 西武園ゆうえんち （旧豊島園） | 2005年 （新旧分離を実施） | 「西武園ゆうえんち」・日帰り入浴施設「庭の湯」運営 2020年10月付けで株式会社豊島園から株式会社西武園ゆうえんちに名称変更。同年8月まではとしまえんを運営。 |
| 西武ライオンズ                | 1950年                    | プロ野球興行運営会社。設立は西鉄野球としての設立年（設立登記日は同年1月28日）。1978年10月25日、中村長芳が経営する福岡野球（太平洋クラブライオンズ→クラウンライターライオンズ）を買収し傘下入り。同年より西武ライオンズとなる。2008年に"埼玉"を球団名に冠し、埼玉西武ライオンズとなった。なお、球団名に埼玉が付いた後も運営会社名は「西武ライオンズ」のままである。 |
| 西武レクリエーション          | 1997年                    | 西武鉄道が所有するレジャー施設の賃借・運営（BIG BOX 東大和・狭山スキー場・西武園競輪場・豊島園 庭の湯・東伏見アイスアリーナなど）。 |
| 横浜アリーナ                  | 1986年                    | 横浜アリーナの賃貸・運営 |

| 事業名称                                                                                   | 設立   | 業態                       |
| ------------------------------------------------------------------------------------------ | ------ | -------------------------- |
| 池袋ショッピングパーク （筆頭株主はそごう・西武〈セブン&アイ・ホールディングス間接保有〉） | 1959年 | 同所の商業施設・駐車場経営 |

### 廃止された主な事業等
- 伸縮型のメニューとして掲載。右にある[表示]をクリックすると展開表示される。

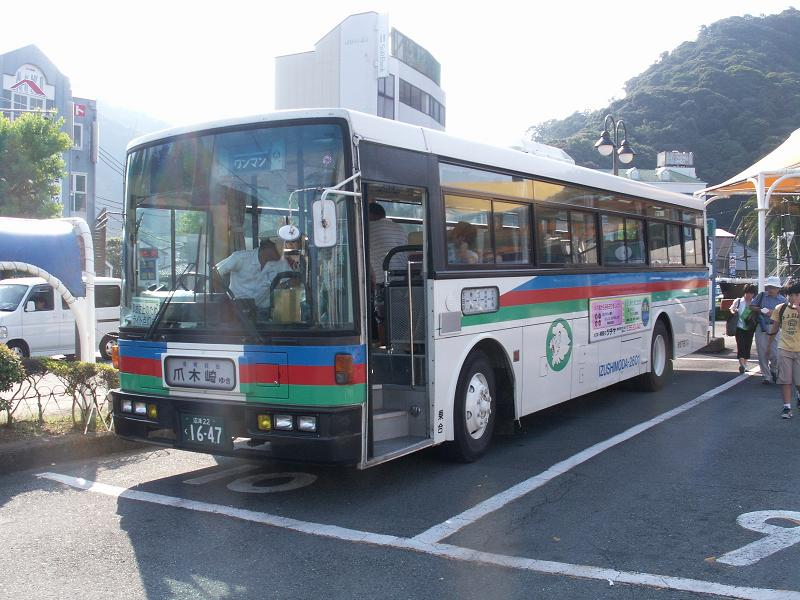
伊豆下田バス
伊豆急下田駅前にて（2006年8月）

## SEIBU PRINCE CLUBカード（旧・SEIBUプリンスカード）
2006年9月には新生西武グループの象徴として旧セゾングループのクレディセゾンとともにPASMO対応のクレジットカード「SEIBUプリンスカード」の発行を開始した。このカードのイメージキャラクターに傘下プリンスホテル所属のフィギュアスケート選手荒川静香を起用している。
このカードは、西武グループの軽井沢プリンスショッピングプラザ・ペペ（西武新宿・本川越・飯能・入間）や、ステーションビルやEmio（西武線各駅構内、ただし一部店舗を除く）にある店舗で提示すると、税抜100円につき1ポイントが加算される。一部のペペにある食鮮市で毎週土曜日に利用すれば、ポイントは2倍となる。また、食鮮市では、「エコ・スタンプカード」というものがあり、このカードにスタンプが20個揃うとプリンスカードに20ポイントが加算される。そして、毎月25日には、ペペ全館がポイント2倍となる。
そのほかに、BIG BOX 高田馬場、プリンスホテル、一部の駅売店で利用できる。また、西武園ゆうえんちで提示すれば入場料が割引される。

## 住宅地開発
西武沿線や滋賀県を中心に、大規模分譲地と小規模な遊休社有地の造成販売を自社で実施してきたが、2010年から西武鉄道は不動産販売業に関しては、西武プロパティーズと連携して行っている。下記の他の分譲地は西武不動産を参照されたい。
主な開発分譲地
- 1950年代末 西鎌倉・神奈川県鎌倉市初沢・赤羽一帯、西武鉄道から後年西武鉄道グループの西武不動産販売が管理を引継ぐ	-	施行面積：75.0ha
- 1966年（昭和41年）～1972年（昭和47年）　西武グリーンハイツ・神奈川県	逗子市	-	施行面積：62.0ha、計画戸数：1757戸、計画人口：5200人
- 1967年（昭和42年）～1968年（昭和43年）	鎌倉七里ヶ浜・神奈川県	鎌倉市	-
- 1968年  羽根尾別荘地・群馬県長野原町	-	750区画
- 1969年  金沢文庫住宅地・神奈川県横浜市	-	1,350戸
- 1969年  西武園住宅地・東京都東村山市、254戸
- 1970年（昭和45年）～1992年（平成4年）	西武打越・東京都八王子市、旧住宅地造成事業に関する法律による許可	-	施行面積：90.0ha、計画戸数：1912戸、計画人口：6692人
- 1966年（昭和41年）～1971年（昭和46年） 鎌倉逗子ハイランド・神奈川県鎌倉市・逗子市	-	施行面積：85.3ha、計画戸数：1849戸
- 1971年  西武百草園・東京都日野市	-	511戸
- 1971年  百草園団地・東京都日野市、マンション分譲130戸
- 1971年  入間武蔵台・埼玉県入間市	-	289戸
- 1972年  彦根ニュータウン・滋賀県彦根市	-	853戸
- 1974年  逗子グリーンヒル・神奈川県逗子市	-	473戸
- 1975年  西武狭山台・埼玉県狭山市	-	239戸
- 1975年  瀬田川グリーンハイツ・滋賀県大津市	-	646戸
- 1976年  西武ヴィラ苗場・新潟県湯沢町	-	2,143戸
- 1976年  湘南鷹取台マンション分譲・神奈川県横須賀市	-	611戸
- 1976年  西武八王子滝山台・東京都八王子市	-	404戸
- 1980年  草津グリーンハイツ・滋賀県草津市	-	346戸
- 1980年  西武拝島ハイツ・東京都昭島市、マンション分譲573戸
- 1982年  彦根グリーンハイツ・滋賀県彦根市	-	196戸
- 1985年  三島大場分譲地・静岡県三島市	-	950戸
- 1990年  クリスタル1号館・新潟県湯沢町	-	533戸
- 1997年  彦根グリーンハイツII・滋賀県彦根市	-	93戸
- 1999年  大津グリーンハイツ・滋賀県大津市	-	363戸
- 2003年  ビッグヒルズ飯能美杉台・埼玉県飯能市	-	350戸
- 2007年  木更津ベイサイドヒル西武港南台・千葉県木更津市	-	2,000戸

（マンション）
- ひばりヶ丘駅南口にあった都営亦六団地跡地の土地を西武不動産販売が取得、事業主のオリックス不動産とともに、33階建ての高層マンション「HIBARI TOWER」（総戸数322戸）を建設。
- 西武鉄道と三井不動産が共同事業で小手指駅駅前にて小手指タワーズ（374戸）の事業化を実現。

## 西武グループと資本関係がない企業・団体
「西武」という名称が、武蔵国の西部を意味するため、このエリアにある企業にはグループ外でも名乗る例はしばしば見受けられる。また、旧西武流通グループ→セゾングループを構成した企業の大半も元々は鉄道・流通分立前の『西武企業グループ』の一員だったため、「西武」を冠する企業が多く、西武グループ・セゾングループの混同の元になっている。
なお、「西武」・「SEIBU」の一部分野における商標登録は、西武鉄道と西武百貨店によって出願され、現在では、西武ホールディングスとそごう・西武が共同権利者として出願・登録されている。

### 一覧

#### 旧セゾングループで現存している企業
- そごう・西武 -  フォートレス・インベストメント・グループ 傘下。西武百貨店の後身。西武ホールディングスとセブン&アイホールディングスは「連携強化のため」にお互いに株式を持ち合っている[7]

#### 旧セゾングループ以外
- 伸縮型のメニューとして掲載。右にある[表示]をクリックすると展開表示される。